# Robert Klotz

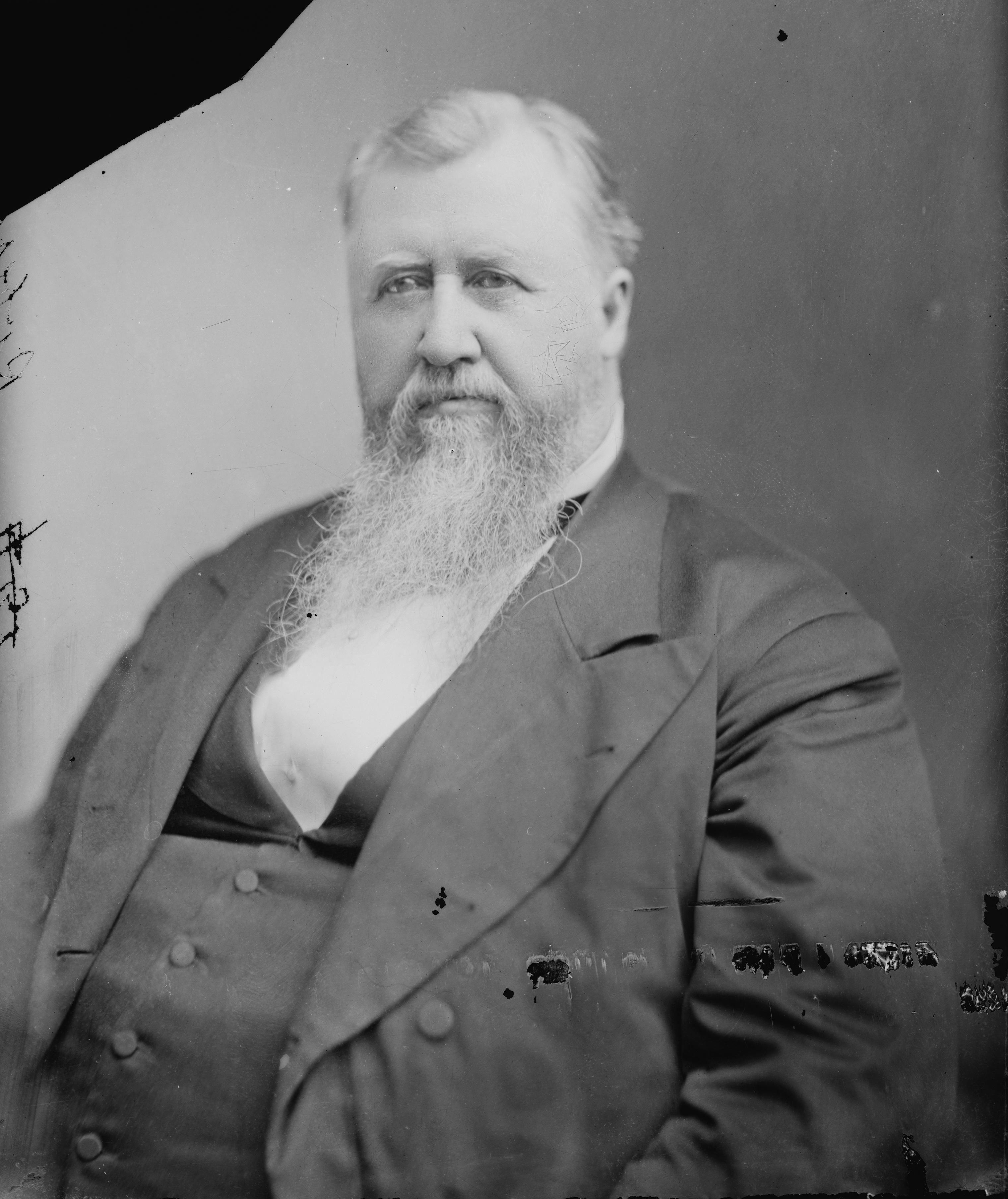
Robert Klotz

Robert Klotz (* 27. Oktober 1819 im Northampton County, Pennsylvania; † 1. Mai 1895 in Mauch Chunk, Pennsylvania) war ein US-amerikanischer Politiker. Zwischen 1879 und 1883 vertrat er den Bundesstaat Pennsylvania im US-Repräsentantenhaus.

## Werdegang
Der im heutigen Carbon County geborene Robert Klotz besuchte die öffentlichen Schulen seiner Heimat. Im Jahr 1843 arbeitete er bei der Verwaltung des Carbon County als Register und Recorder. Während des Mexikanisch-Amerikanischen Krieges diente er in einer Freiwilligeneinheit aus Pennsylvania, in der er bis zum Leutnant aufstieg. Politisch wurde er Mitglied der Demokratischen Partei. In den Jahren 1848 und 1849 wurde er in das Repräsentantenhaus von Pennsylvania gewählt. 1855 zog er nach Pawnee im Kansas-Territorium. Er war Delegierter bei der Versammlung, auf der die Topeka Constitution ausgearbeitet wurde. Unter dieser Verfassung wurde er geschäftsführender Beamter der dortigen Territorialverwaltung; in der Miliz wurde er Brigadegeneral. Dies war die Zeit, in der das Territorium von blutigen Ausschreitungen zwischen Anhängern und Gegnern der Sklaverei erschüttert wurde. Im Jahr 1857 kehrte Klotz nach Pennsylvania zurück, wo er sich in Mauch Chunk niederließ. 1859 wurde er Kämmerer im Carbon County. Während des Bürgerkrieges diente er als Oberst im Heer der Union. Zwischen 1874 und 1882 war er Kurator der Lehigh University in Bethlehem.
Bei den Kongresswahlen des Jahres 1878 wurde Klotz im elften Wahlbezirk von Pennsylvania in das US-Repräsentantenhaus in Washington, D.C. gewählt, wo er am 4. März 1879 die Nachfolge von Francis Dolan Collins antrat. Nach einer Wiederwahl konnte er bis zum 3. März 1883 zwei Legislaturperioden im Kongress absolvieren. Nach seiner Zeit im US-Repräsentantenhaus war Klotz einer der Direktoren der Firma Laflin-Rand Powder Co. in New York City. Er starb am 1. Mai 1895 in Mauch Chunk, wo er auch beigesetzt wurde.